# Miguel Delibes
Miguel Delibes (Valladolid, 17. listopada 1920. – Valladolid, 12. ožujka 2010.) bio je španjolski pisac. 
Miguel Delibes rođen je u Valladolidu 1920. godine. Delibes je studirao pravo i administracijsko upravljanje a kasnije je podučavao trgovačko pravo i kulturu povijesti u Valladolidu. Također bio je karikaturist i novinar u novinama El Norte de Castilla. Glavni urednik tih novina postaje 1958. godine. Država mu je cenzurirala novine tako te je s te dužnosti otišao iz prosvjeda. 
Prvi roman La sombre del ciprés es alargada objavio je 1947. godine. Od 1975. godine bio je član Španjolske kraljevske Akademije (Real Academia Española).
Delibes je preminuo 12. ožujka 2010. godine, poslije dugogodišnje bolesti.

## Izabrana bibliografija
- Sjenka čempresa je produžena  (La sombra del ciprés es alargada) (1947.)
- Dnevnik jednog lovca (Diario de un cazador) (1955.)
- Dnevnik jednog emigranta  (Diario de un emigrante) (1958.)
- Štakori (Las ratas) (1962.)
- Pet sati s Mariom (Cinco horas con Mario) (1966.)
- Detronizirani princ (El príncipe destronado) (1973.)
- Nevini sveci (Los santos inocentes) (1981.)
- Drugi nogomet (El otro fútbol) (1982.)
- Dva putovanja u automobilu (Dos viajes en automóvil) (1982.)
- Odlazak (La partida) (1984.)
- Moj omiljeni bicikl (Mi querida bicicleta) (1988.)
- Sport gospode (Un deporte de caballeros) (1993.)
- Buntovnik (El hereje) (1998.)
- Povrijeđena zemlja (La tierra herida) (2005.)

## Nagrade
- 1982.: Nagrada Princ od Asturije.
- 1997.: Nagrada Luka Brajnović.[1]

## Vanjske poveznice
- El Pais: Muere Miguel Delibes, alma del castellano(špa.)